# Kościół św. Łazarza we Wrocławiu
Kościół św. Łazarza we Wrocławiu – gotycki murowany kościół zbudowany przez Zakon Rycerzy i Szpitalników świętego Łazarza z Jerozolimy w II połowie XIV wieku (na miejscu budowli wymienianej już w 1260 jako kościół szpitalny) przy drodze prowadzącej ze średniowiecznego Wrocławia na południowy wschód – do Oławy.
W chwili powstania szpital i kościół św. Łazarza znajdowały się za Bramą Oławską, w pobliżu osiedla walońskich tkaczy; obecnie kościół i poszpitalny budynek znajdują się w granicach miasta, przy ulicy gen. Romualda Traugutta 54–58, naprzeciwko kościoła, klasztoru i współczesnego szpitala Bonifratrów.

## Historia

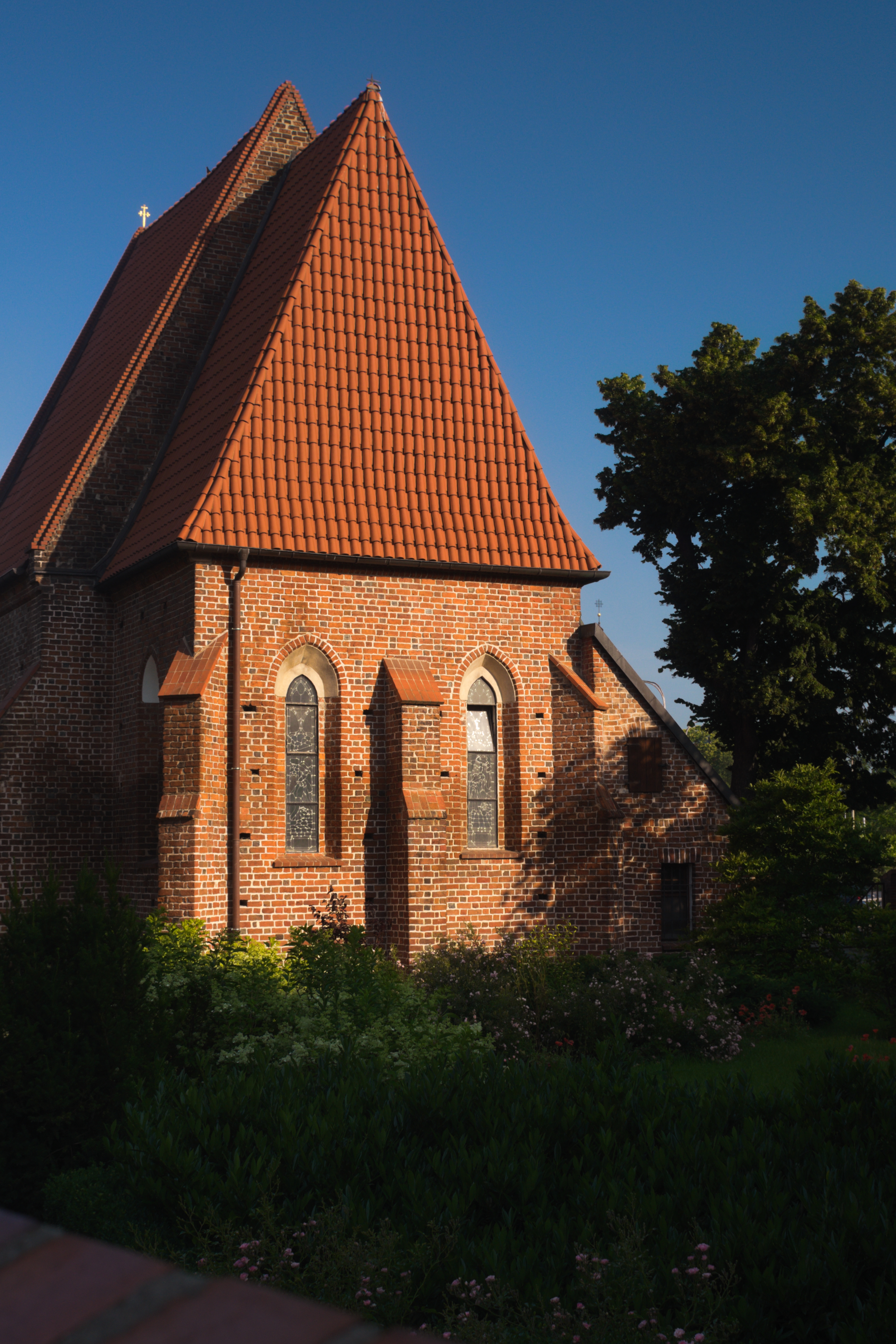
Kościół od strony ogrodu (2020)

W pobliżu kościoła znajdowało się w średniowieczu leprozorium dla mężczyzn; podobny obiekt – dla kobiet – szpital św. Hieronima, znajdował się za północnymi murami miasta, przy drodze do Trzebnicy, w pobliżu dzisiejszego kościoła Opieki św. Józefa (poprzednio św. Urszuli i Jedenastu Tysięcy Dziewic) na Ołbinie.  Wzmianki o kościele i szpitalu św. Łazarza pochodzą z 1264 (w sprawie dziesięciny dla szpitala), z 1267 (również w sprawie opodatkowania, a także w sprawie zakupu kawałka ziemi) i z 1326. Na początku XV wieku prócz trędowatych zaczęto przyjmować pod opiekę Szpitalników świętego Łazarza także innych chorych, choć trędowaci byli tu pacjentami jeszcze w 1540, kiedy wspomniano o nich w kolejnych zachowanych archiwaliach.
W czasie próby sił sprzymierzonych wojsk polsko-czeskich (Władysława Jagiellończyka, króla Czech i jego ojca Kazimierza, króla polskiego) z węgierskimi 27 października 1474 kościół św. Łazarza stał się umocnionym punktem dowodzenia nacierającego od strony pobliskiej wsi Święta Katarzyna króla węgierskiego Macieja Korwina.
Blisko trzy wieki później w pobliżu kościoła rozlokowała się artyleria wojsk pruskich pod sztandarami Hohenzollernów, które oblegały miasto i stąd 9 grudnia 1757 ostrzeliwała jego obrońców, poddanych Habsburgów. W czasie tej bitwy uszkodzony został zachodni szczyt kościoła.
Na początku XIX wieku szpital przekształcono w dom starców, a po dalszych stu latach, przed I wojną światową rozważano projekt wyburzenia szpitala wraz z kościołem w celu poszerzenia arterii wylotowej z miasta w kierunku południowo-zachodnim. Zamiar ten jednak porzucono, w 1907 okolice kościoła uporządkowano, a później odnowiono sam kościół. Oblężenie Festung Breslau na początku 1945 kościół, z uszkodzoną więźbą dachową i obramowaniami okien, przetrwał ze zniszczeniami szacowanymi po wojnie na około 20%. Prowadzący kronikę oblężenia ksiądz Paul Peikert, proboszcz pobliskiej parafii św. Maurycego, zanotował jego ostrzał i bombardowanie pod datami 8 lutego i potem 10 marca.
W latach 1946–1949 uszkodzenia naprawiono i kościół przekazano parafii św. Maurycego jako kościół pomocniczy.
Podczas „powodzi tysiąclecia” w 1997 kościół na 5 dni znalazł się pod wodą, pod koniec lat 90. XX w. został osuszony i odrestaurowany.

## Architektura
Kościół jest niewielki: jego jednonawowe wnętrze ma długość 12,7 a szerokość 7,9 metra. We wnętrzu kościoła św. Łazarza zachowały się do dziś czternastowieczny gotycki wspornik sklepiennny z piaskowca, piętnastowieczny gotycki portal z piaskowca, dwa malowane skrzydła ołtarzowe z II połowy XV wieku oraz barokowa wykuta w piaskowcu rzeźba Matki Boskiej z roku 1727.